# Михаил Каваларий
Михаил Каваларий (на средногръцки: Μιχαήλ Καβαλλάριος) е византийски военачалник от втората половина на XIII век, който през 1276/1277 г. е велик конетабъл (командир на латинските наемници) при император Михаил VIII Палеолог.
Около 1276/1277 г. Михаил Каваларий заедно с великия стратопедарх Йоан Синадин предвожда византийската войска по време на втората кампания на император Михаил VIII срещу тесалийския владетел Йоан I Дука и неговите латински съюзници. Армията им обаче търпи поражение от тесалийците в битката при Фарсала, в която Йоан Синадин е пленен, а Михаил Каваларий губи живота си, след като е тежко ранен по време на бягството си от бойното поле.